# 費爾斯溫泉 (加利福尼亞州)
費爾斯溫泉（英語：Fales Hot Springs）是位於美國加利福尼亞州莫諾縣的一個非建制地區。該地的面積和人口皆未知。

## 地理
費爾斯溫泉的座標為38°21′04″N 118°24′01″W / 38.35111°N 118.40028°W，而該地的平均海拔高度為2231米（即7319英尺）。